# By the Grace of God
By the Grace of God ist das fünfte Studioalbum der schwedischen Rockmusik-Band The Hellacopters aus dem Jahr 2002.

## Entstehung
Mit By the Grace of God setzten The Hellacopters die Neuorientierung der Band in Richtung Mainstream fort. So veröffentlichen sie auch zum zweiten Mal auf dem Major-Label Universal Music und arbeiteten erneut mit dem Musikproduzenten Chips Kiesbye zusammen.
Mit der Mitwirkung von Lars-Göran Petrov (Credit als LG. Petrov) im Hintergrundgesang kehrt Nicke Anderson zu seinen Anfängen zurück. Petrov ist der Sänger der Band Entombed, die Anderson mit ihm 1989 gründete und bis 1997 am Schlagzeug besetzte. Der schwedische Musiker Mattias Bärjed, bekannt geworden als Gitarrist der schwedischen Rockband The Soundtrack of Our Lives, spielte Gitarrenparts und schrieb den Song U.Y.F.S. mit Anders „Boba“ Lindström. Der Schlagzeuger Robert Eriksson steuerte als einziges Bandmitglied keinen Song zu diesem Album bei.

## Titelliste
1. By the Grace of God 3:05 (Musik & Text: Andersson, Håkansson)
2. All New Low – 3:27 (Musik & Text: Andersson)
3. Down on Freestreet – 2:41 (Musik & Text: Andersson)
4. Better Than You – 2:45 (Musik & Text: Andersson)
5. Carry Me Home – 3:43 (Musik & Text: Andersson)
6. Rainy Days Revisited – 3:41 (Musik & Text: Andersson)
7. It’s Good But It Just Ain't Right – 2:55 (Musik & Text: Andersson)
8. U.Y.F.S. – 3:58 (Musik & Text: Lindström, Bjäred)
9. On Time – 3:10 (Musik & Text: Andersson)
10. All I've Got – 2:45 (Musik & Text: Dahlqvist, Håkansson)
11. Go Easy Now – 2:55 (Musik & Text: Andersson)
12. The Exorcist – 2:39 (Musik & Text: Andersson)
13. Pride – 3:34 (Musik & Text: Andersson)

## Singleauskopplungen
Als Single wurden By the Grace of God am 9. September 2002 und Carry Me Home am 2. Dezember 2002 veröffentlicht.

## Zusätzliche Musiker
- Martin Hederos (The Soundtrack of Our Lives): Elektronisches Piano, Flügel, Orgel
- Mattias Bärjed (The Soundtrack of Our Lives): Gitarre
- Chips Kiesbye: Hintergrundgesang, Pauke
- Jörgen Wall: Pauke
- Michael Ilbert: Congas
- Chuck Pounder: Hintergrundgesang
- Stefan Borman: Hintergrundgesang
- LG. Petrov (Entombed): Hintergrundgesang